# 澤村田之助 (2代目)

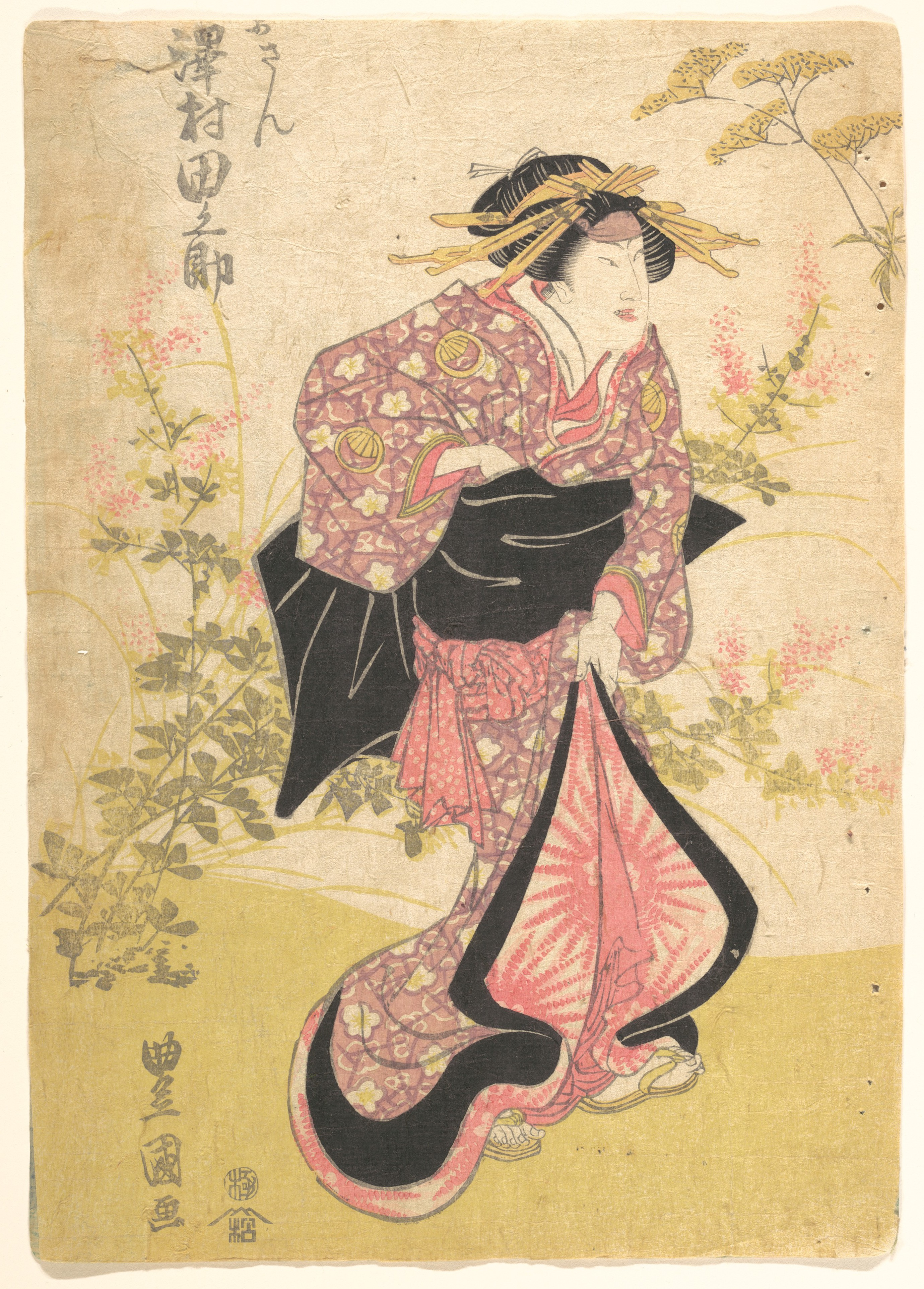
二代目澤村田之助のおさん。文化13年（1816年）9月、江戸中村座『褄重噂菊月』より。歌川豊国画。

二代目 澤村田之助（にだいめ さわむら たのすけ、天明8年〈1788年〉 - 文化14年1月28日〈1817年3月15日〉）とは、江戸時代中期の歌舞伎役者。屋号は紀伊國屋、俳名は曙山。定紋は釻菊、替紋は波に千鳥。

## 来歴
父は三代目澤村宗十郎、兄は初代澤村源之助（四代目澤村宗十郎）。寛政5年（1793年）1月、江戸中村座で澤村鐵之助の名で子役として初舞台。その後兄源之助とともに父宗十郎に伴われ上方にのぼる。寛政12年（1800年）に再び親子揃って江戸へ下るが、翌年3月に宗十郎が死去する。その結果源之助は宗十郎の兄である三代目市川八百蔵に預けられ、鐵之助は宗十郎の未亡人貞昌尼とともに京都に上り、同年11月二代目澤村田之助を襲名した。
しかしこの時期まだ十代半ばでこれという後ろ盾もなく、なかなか大きな役が付かなかった。そこで田之助は貞昌尼とともに居場所を京から大坂に移し、大坂博労町の稲荷芝居に出るようになるが、これは子供芝居の一座だったという。文化元年（1804年）稲荷芝居で『娘道成寺』を踊って評判になり、これがきっかけで同年12月には大坂堀江市の側芝居で『けいせい筥伝授』の娘おみつと『娘道成寺』を勤め、これまた大評判をとる。それでもまだ大芝居には出られず、名古屋へ旅回りをするなどして、文化3年（1806年）にやっと大芝居の大坂中の芝居に出ることができた。文化5年、七年ぶりに江戸に戻るとあっというまに人気役者となり、上方においても田之助は人気を誇った。
ところが文化12年（1815年）11月、江戸中村座の顔見世に出演中の田之助は自殺未遂を起こす（切腹しようとしたという）。この原因についてははっきりしないが、この直前に田之助は大坂で中の芝居に出ていて江戸に下るのが遅れ、中村座の初日に間に合わなかったのでそれを苦にしたともいわれる。その後は切腹騒動で負った傷がもとでろくに舞台に出ることもできず、文化14年に30歳で死去した。
当り役は『生写朝顔話』の深雪、『菅原伝授手習鑑』の戸浪など。若女形の花形で容姿が良く、衣装もとても華やかで、所作事、時代物、地芸、世話物と何でもこなす器用な芸域の持ち主だったという。